# 源通親
源 通親（みなもと の みちちか、久安5年 〈1149年〉 - 建仁2年10月21日〈1202年11月7日〉 ）は、平安時代末期から鎌倉時代初期にかけての公家。村上源氏源雅通の子。官位は正二位・内大臣、右大将、贈従一位。
平家政権下では高倉天皇の側近として仕え、高倉院の没後は後白河法皇の近臣としても活動した。鎌倉幕府との公武関係にも重きをなし、建久七年の政変では九条兼実等の失脚に関与した。養女の在子が土御門天皇を産んだことで天皇の外戚となり、村上源氏の全盛期を築いた。『高倉院厳島御幸記』、『高倉院昇遐記』といった文学作品も残し、和歌に関しては後鳥羽院歌壇にも影響を与えた。久我 通親（こが - ）や、土御門 通親（つちみかど - ）と呼ばれることもある。

## 経歴

### 高倉天皇の側近
久安5年（1149年）に村上源氏の嫡流に生まれ、保元3年（1158年）、10歳で氏爵により従五位下に叙された。通親の父・雅通は鳥羽院政期には美福門院得子に近侍しており、仁安3年（1168年）には後白河上皇の妃・平滋子の立后に際して皇太后宮大夫となった。母は典薬助藤原行兼（長信）の娘。美福門院・八条院暲子の女房として仕えていたとされる。
通親は長寛3年 (1165年) に従五位上に叙されると、父雅通の賞もあり仁安3年 (1168年) までに正四位下まで昇進した。その後、高倉天皇の践祚と同時に昇殿を許され、側近として奉仕した。仁安3年には通親の最初の室花山院忠雅の娘との間に一男通宗が誕生した。承安元年 (1171年) には、平教盛（または通盛）の娘との間に二男通具が誕生しており、天皇の背後にいる平氏との関係を深めている。
嘉応元年(1169年)、平滋子が院号宣下を受け（建春門院）、女院庁が置かれると、雅通は女院庁の別当、通親は女院の殿上人となった。承安元年 (1171年) 12月には平清盛の娘徳子の家の侍所別当にも任じられた。この頃より父の雅通は健康を害しており、6年後の承安5年（1175年）に病死する。この時点で通親は四位の右近衛少将に過ぎず、村上源氏全体を見ても公卿が不在となる。自身のみならず一門そのものの存亡の危機に直面した通親の危機感がその後の自身の昇進に対する強い執念に繋がったのではないかとする見方がある。
治承3年（1179年）正月には蔵人頭となり、同年12月には中宮権亮も兼任するようになった。治承三年の政変の際には、蔵人頭として関白（松殿基房）らの更迭人事に関わり、その後は平家政権の実務面を担ようになった。治承4年（1180年）正月に参議・左近衛権中将となって公卿に列した。治承三年の政変によって政務を執ることになった高倉天皇は2月に譲位して院政を開始するが、通親は院庁別当として政務に未熟な上皇を補佐した。通親は3月の厳島御幸や6月の福原遷都にも付き従った。高倉上皇は同年7月から体調が悪化して病の床に伏し、通親は「惜しからぬ 命をかへて 類ひなき 君か御世をも 千代になさはや」と歌を詠んで快癒を祈ったが、治承5年（1181年）正月、21歳で崩御した。通親は上皇の近臣として素服を賜った。長年、上皇に仕えた通親は崩御を悼み『高倉院昇霞記』に哀切の情を綴っている。

### 治承・寿永の乱
その後、平清盛が死去して後白河院が院政を再開するなど情勢は目まぐるしく変転するが、通親は院御所議定の場で積極的に発言を行い、公事に精励することで朝廷内での存在感を高めていった。治承5年7月には改元定の仗議に参仕した。以後、ほとんどの改元定に参加するようになる。寿永2年（1183年）7月の平家都落ちでは後白河院の下へ参入して平家と決別し、8月の後鳥羽天皇の践祚では神器がないことについて、後漢の光武帝、東晋の元帝が即位後に璽を得た例を挙げて践祚の儀の実現に尽力した。11月の法住寺合戦に際しても法住寺殿（院御所）に参入している。
元暦2年（1185年）正月には権中納言に昇進し、12月の源頼朝による廟堂改革要求において議奏公卿10名の中に選ばれた。通親には因幡国が知行国として給付されたため、次男・通具を国司に推挙した。なお、この頃に後鳥羽天皇の乳母・藤原範子を室に迎え、範子の連れ子である在子を養女としている。九条兼実と通親は後年政治的に対立するが、この頃の通親は兼実の内覧宣下及び摂政・藤氏長者宣下において上卿を務め、兼実も通親の公事への精励ぶりを称揚するなど、当初は両者の関係も悪くなかった。しかし、後白河院・源頼朝・九条兼実をめぐる政局の中で、通親はしだいに後白河院に接近するようになった。文治2年 (1186年) には、内廷の雑事を監督する「禁中雑事奉行」に任せられた。

### 宣陽門院の後見
文治5年（1189年）12月5日、通親は後白河院の末の皇女（覲子内親王）が内親王宣下を受けると勅別当に補されて後見人となり、生母である丹後局（高階栄子）との結びつきを強めた。建久2年（1191年）6月26日、覲子内親王が院号宣下を受けて宣陽門院となると、通親は宣陽門院執事別当としてその家政を掌握し、院司に子息の通宗・通具を登用する。宣陽門院は建久3年（1192年）の後白河院崩御に伴い、院領の中で最大規模の長講堂領を伝領したが、これを実質的に管理した通親は、院領を知行する廷臣を自らの傘下に組み入れて大きな政治的足場を築くことになる。
通親は建久元年（1190年）の頼朝上洛において、頼朝の右近衛大将任官の上卿を務めるなど関東の歓心を買うことも忘れなかったが、頼朝の腹心・大江広元との関係強化を図り、建久2年（1191年）4月1日、慣例を破って広元を明法博士・左衛門大尉に任じている。
建久6年（1195年）11月、権大納言に昇進し、さらに自らの養女・在子が皇子（為仁、後の土御門天皇）を産んだことで一気に地歩を固めた通親は、建久7年（1196年）11月、任子を内裏から退去させ、近衛基通を関白に任じて兼実を失脚させた（建久七年の政変）。

### 源博陸
建久9年（1198年）正月、通親は先例や幕府の反対を押し切り、土御門天皇の践祚を強行した。親王宣下がなかったのは光仁天皇の例によるとされた。これ以降、通親は「外祖の号を借りて天下を独歩するの体なり」と権勢を極め、「源博陸」とも呼ばれたと記録されている。
正治元年（1199年）正月、通親は自らの右近衛大将就任にあたり、頼朝の嫡子・源頼家を左近衛中将に昇進させた。これは通親が幕府の歓心を買うために行ったとされる。しかし正月18日になって頼朝の重病危急の報が舞い込み、頼朝の死去が公表された後では頼家昇進は延引せざるを得なくなるため、通親は臨時除目を急遽行い、自らの右大将就任と頼家の昇進の手続きを取った。藤原定家は、頼朝の死を知りながら見存の由を称して除目を強行し、その翌日に弔意を表して閉門したことを「奇謀の至り」と非難している。頼朝の死は政局の動揺を巻き起こし、京都では一条能保の郎等が通親の襲撃を企て、通親が院御所に立て籠もるという事件が発生した（三左衛門事件）。大江広元を中心とする幕府首脳部は通親支持を決定し、通親排斥の動きは抑えられて京都は平静に帰した。
通親は土御門邸において、寝殿を造り直し四足門を立てるなど準備を整え、正治元年 (1199年) 6月22日に内大臣に任じられた。そのため土御門内府とも呼ばれるようになった。一方で成人した後鳥羽上皇の意向にも配慮して、九条良経を左大臣、近衛家実を右大臣に据えることで近衛・九条両家の融和を図っている。良経と家実は共に若年であり、通親が実質的に朝廷を取りまとめる形となった。この頃に、通親は松殿基房の娘を妻としている。
正治2年（1200年）4月、後鳥羽上皇の第三皇子・守成親王（後の順徳天皇）が立太子すると通親は東宮傅となり、義弟の藤原範光を春宮亮、嫡子の源通光を春宮権亮に任じて、春宮坊を村上源氏と高倉家で固めた。建仁2年（1202年）になっても通親は、養女・在子の院号宣下（承明門院）に関わり、盟友の葉室宗頼が造営した院御所・京極殿に参入して上皇を迎えるなど精力的に活動していたが、10月21日に54歳で急死した。突然の訃報を聞いた近衛家実は「院中諸事を申し行うの人なり」と日記に記し（『猪隈関白記』）、朝廷は土御門天皇の外祖父として従一位を追贈した。後鳥羽上皇も御歌合を止めて哀悼の意を表したという。通親の死後、後鳥羽院政が本格的に始まることになる。
通親は和歌の才能にも優れ、和歌所寄人にも任じられて後の『新古今和歌集』編纂に通じる新しい勅撰和歌集の計画を主導した。しかし、新古今集の完成を見ることなく死去した。『新古今和歌集』など多くの和歌集に通親の和歌が採用されている（→#著作・文学作品）。

## 建久七年の政変と通親
建久7年 (1196年) 11月24日、九条兼実の娘である中宮任子が内裏を退出させられ、翌25日に兼実が関白と氏長者を免ぜられた「建久七年の政変」と呼ばれる事件が起こった。26日には兼実の弟である慈円も天台座主を辞退し、中央政界における九条家の勢力は大きく後退した。通親はこの政変の首謀者と考えられている。
政変の直接的な原因は後鳥羽天皇の婚姻と皇位継承問題だと考えられている。かねてより兼実は娘任子の入内立后とそれに伴う皇子誕生を願っており、建久元年 (1190年) 正月3日に後鳥羽天皇が元服すると、11日には任子を入内させていた。任子は同年4月には中宮に冊立された。一方で、通親の養女在子も後鳥羽天皇の後宮に入っていた。その他、源頼朝も自身の娘である大姫の入内を計画しており、建久元年から大江広元を通じて通親と大姫入内に関する交渉を進めていたとされる。この時の入内計画は後白河法皇の死により沙汰止みとなった。
頼朝が文治元年 (1185年) 12月に朝廷へ干渉した際、兼実と通親は共に頼朝が推薦した「議奏公卿」に登用されていた。文治2年になると兼実は内覧宣旨を下され、摂政に就任するも、後白河法皇とは対立しつつあった。朝廷内で兼実と法皇の対立軸が形成されていく中で、通親は法皇に近い立場にあった。
建久6年 (1195年) 2月に上洛した頼朝は、直接丹後局・通親と大姫入内について交渉した。上洛中、頼朝は兼実に対し粗略な対応をしたが、これは兼実の政敵である丹後局や通親ら旧後白河院勢力の策謀によるとされる。
任子は建久6年8月13日に皇女を出産した（昇子内親王）。一方で、同年11月1日には通親の養女在子が皇子（為仁、のちの土御門天皇）を出産した。在子が産んだ皇子への皇位継承を望む通親は、任子が男子を産む前に兼実を排斥しようとしたとされる。大姫の入内を望んだ頼朝がこの政変に関与したかについては明らかではないが、政変直後の朝廷では「九条殿に参るの人、関東将軍、咎を成す、用心すべし」と噂された。
『愚管抄』では、通親は兼実の流罪宣下も実行しようとして後鳥羽天皇に止められたとし、、通親を政変の黒幕として描いている。一方で、当時すでに政治的に自立しつつあり、為仁へ譲位し院政を望む後鳥羽天皇にとっても兼実は排除すべき存在であり、政変は後鳥羽が主導したとする見解もある。
政変により、通親の与党とされる近衛基通が関白に就任するなど、朝廷人事は通親に近い立場にあった人物が登用された。また、後鳥羽天皇から為仁への譲位は、幕府からの反対があるも建久9年1月11日に実行された。

## 著作・文学作品

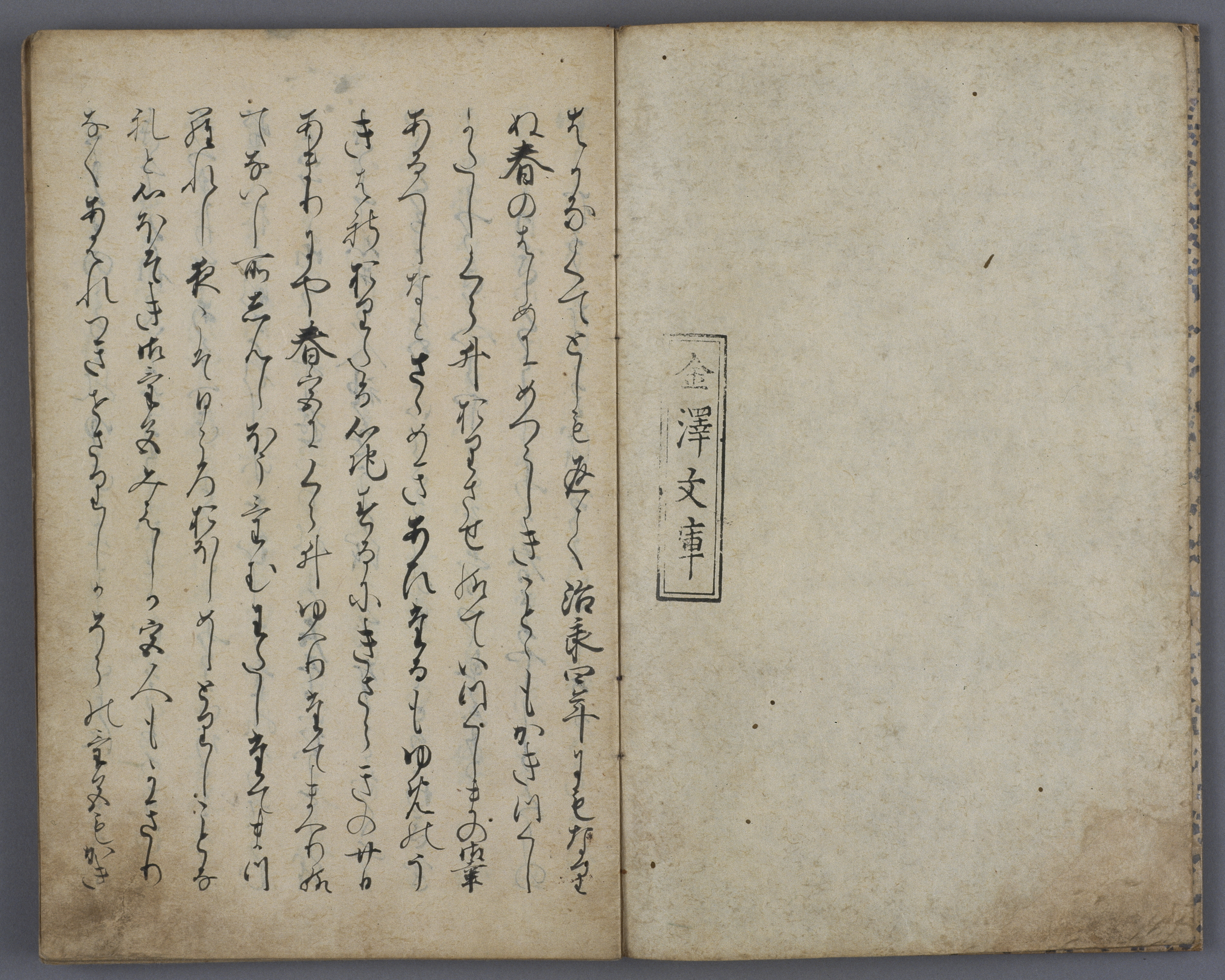
『厳島御幸記並高倉院昇霞記』（金沢文庫旧蔵）。東京国立博物館所蔵。

源通親の散文作品としては『高倉院厳島御幸記』、『高倉院昇遐記』、『擬香山模草堂記』などが知られる。『高倉院厳島御幸記』は治承4年 (1180年) 3月に行われた高倉上皇の厳島御幸について記したものである。『高倉院昇遐記』は治承5年正月に崩御した高倉上皇を悼み、高倉上皇の危篤時から崩御後の一周忌までを回想した歌日記である。両記をまとめて「土御門内大臣通親日記」とする写本もある。『擬香山模草堂記』は、曩祖源師房から代々伝えらえた久我の地を紹介し、白楽天の草堂記にある廬山と久我の地を比べつつ、そこで隠棲する自身の姿などを記した作品である。
和歌に関しても通親の名は知られており、品川和子によれば32首の勅撰集入集歌がある。通親の和歌の師は六条季経であり、歌壇においては六条藤家との繋がりが深かった。多くの歌合や歌会にも参加したほか、自身も歌会を頻繁に開催していた。通親は柿本人麻呂の肖像の前で歌を詠む影供と歌合を結び付けた影供歌合と呼ばれる行事を創始し、この歌合には後鳥羽上皇も参加することがあった。
後鳥羽院歌壇では、息子の通具と共に和歌所の寄人となっており、通親の没後に成立した『新古今和歌集』にも影響を与えた。通親の子では通具のほか、通方、通光も歌人として著名となった。藤平泉によれば通親以降、通親流の村上源氏は歌人の性格を強め、歌道の家としての意識を高めていったとされる。
また、通親は文芸作品の他に日記を書き残したとされるが、日記そのものは残されておらず、逸文の存在のみ知られている。

## 評価
建久七年の政変の印象もあり、通親は陰謀家として描かれることが多い。特に政敵となった九条兼実の日記『玉葉』や、慈円の『愚管抄』などでは、通親は批判的に書かれており、後世の歴史書もその影響を受けていることがある。また、政変によって頼朝と協調関係にあったとされる兼実を追い落としたことから、通親を「反幕派公卿」として見る向きもある。しかし、川合康は当時の貴族層と幕府の関係は時期や情勢によって変化しており、通親などの貴族を親幕 – 反幕と固定的に理解することはできないと述べている。また、頼朝の嫡男である頼家のために摂関家に準じた昇進を取り計らったのは通親であり、古くからその昇進の速さから様々な説が出ていた弟・実朝の昇進も本来であれば頼家が辿っていたであろう昇進経路であったとする元木泰雄の指摘もある。
佐伯智広は後鳥羽天皇の存在を重視し、建久七年の政変以降の通親は後鳥羽の意志を実現した「実行犯」であり、何か政策を主導するような権限は無かったとする。また通親以前、村上源氏は大臣家としての地位が不安定化しており、通親にとって大臣となることが彼のキャリアにおいて最も重要であったともされる。
和歌方面では、通親は政治家としてのイメージが強く意識されており、六条藤家を庇護した通親は、九条家が庇護した御子左家と対立する歌人として捉えられている。また、和歌の実力は有るも専門歌人ではなかったため、作品の内容では御子左家と比べ後鳥羽院の関心を引けず、そのため歌会などの行事開催に熱心であったともされる。
一方、和歌史研究において通親は後鳥羽院歌壇へ寄与した人物とも評価される。特に正治2年 (1200年) に開催された和歌行事『正治初度百首』や、建仁元年 (1201年) に行われた『千五百番歌合』に残された通親の和歌などは、後鳥羽院歌壇初期の和歌の特徴を伝える作品として評価されている。

## 官歴
※日付＝旧暦
| 和暦     | 西暦   | 日付     | 内容                                                                 | 出典    | 年齢 |
| -------- | ------ | -------- | -------------------------------------------------------------------- | ------- | ---- |
| 保元3年  | 1158年 | 8月5日   | 従五位下に叙される                                                   | [ 97 ]  | 10歳 |
| 応保元年 | 1161年 | 10月19日 | 治部権大輔に任じられる                                               | [ 98 ]  | 13歳 |
| 長寛3年  | 1165年 | 正月5日  | 従五位上に叙される                                                   | [ 99 ]  | 17歳 |
| 仁安元年 | 1166年 | 11月13日 | 正五位下に叙される                                                   | [ 99 ]  | 18歳 |
| 仁安2年  | 1167年 | 2月11日  | 右近衛権少将に任じられる                                             | [ 99 ]  | 19歳 |
| 仁安3年  | 1168年 | 正月5日  | 従四位下に叙される                                                   | [ 99 ]  | 20歳 |
|          |        | 正月11日 | 加賀介を兼任                                                         | [ 99 ]  |      |
|          |        | 3月26日  | 従四位上に叙される                                                   | [ 3 ]   |      |
|          |        | 8月4日   | 正四位下に叙される                                                   | [ 100 ] |      |
|          |        | 8月17日  | 禁色を許される                                                       | [ 100 ] |      |
| 承安元年 | 1171年 | 正月18日 | 右近衛権中将に任じられる                                             | [ 101 ] | 23歳 |
| 治承3年  | 1179年 | 正月19日 | 蔵人頭に任じられる                                                   | [ 102 ] | 31歳 |
|          |        | 12月24日 | 中宮権亮を兼任する                                                   | [ 102 ] |      |
| 治承4年  | 1180年 | 正月28日 | 参議、左近衛権中将に任じられる                                       | [ 103 ] | 32歳 |
|          |        | 2月24日  | 高倉院別当に任じられる                                               | [ 104 ] |      |
| 養和元年 | 1181年 | 正月5日  | 従三位に叙される                                                     | [ 104 ] | 33歳 |
|          |        | 11月25日 | 中宮の女院（建礼門院）になるに伴い、中宮職廃止のため、中宮権亮を止む | [ 104 ] |      |
| 寿永2年  | 1183年 | 正月5日  | 正三位に叙される                                                     | [ 105 ] | 35歳 |
| 元暦2年  | 1185年 | 正月20日 | 権中納言に任じられる                                                 | [ 105 ] | 37歳 |
| 文治3年  | 1187年 | 正月23日 | 従二位に叙される                                                     | [ 106 ] | 39歳 |
| 文治4年  | 1188年 | 7月7日   | 淳和院・奨学両院に任じられる                                         | [ 107 ] | 40歳 |
| 文治5年  | 1189年 | 正月7日  | 正二位に叙される                                                     | [ 107 ] | 41歳 |
|          |        | 7月10日  | 右衛門督を兼任                                                       | [ 107 ] |      |
| 建久元年 | 1190年 | 7月17日  | 中納言に任じられる                                                   | [ 107 ] | 42歳 |
|          |        | 7月18日  | 左衛門督を兼ねる、検非違使別当に任じられる                           | [ 107 ] |      |
| 建久2年  | 1191年 | 2月1日   | 検非違使別当を辞す                                                   | [ 108 ] | 43歳 |
| 建久4年  | 1193年 | 12月9日  | 左衛門督を辞す                                                       | [ 107 ] | 45歳 |
| 建久6年  | 1195年 | 11月10日 | 権大納言に任じられる                                                 | [ 109 ] | 47歳 |
| 建久9年  | 1198年 | 正月9日  | 後鳥羽院執事別当になる                                               | [ 110 ] | 50歳 |
| 正治元年 | 1199年 | 正月20日 | 右近衛大将に任じられる                                               | [ 111 ] | 51歳 |
|          |        | 6月22日  | 内大臣に任じられる                                                   | [ 112 ] |      |
| 建仁2年  | 1202年 | 10月20日 | 通親死去、同月26日に従一位追贈                                       | [ 113 ] | 54歳 |

## 系譜
- 父：源雅通
- 母：美福門院女房 - 藤原行兼（藤原長信）の娘
- 妻：藤原忠雅の娘
  - 長男：源通宗（1168 - 1198）
- 妻：平教盛または平通盛の娘 [114]
  - 二男：堀川通具（1171 - 1227） - 子孫は堀川家
- 妻：藤原範子 - 藤原範兼の娘[114]
  - 三男：久我通光（1187 - 1248） - 子孫は久我家、六条家
  - 四男：土御門定通（1188 - 1247） - 子孫は土御門家（室町時代に断絶）
  - 五男：中院通方（1189 - 1239） - 子孫は中院家、北畠家
  - 養女：承明門院源在子（1171-1257） - 実父能円、後鳥羽天皇後宮・土御門天皇の生母
- 妻：藤原伊子 - 松殿基房の娘
  - 男子：道元?（1200 - 1253）
- 妻：承明門院尾張[114]
  - 六男：土御門通行（1202 - 1270）
- 猶子
  - 男子：証空（1177 - 1247）
  - 男子：大江親広（? - 1242）[115]

### 通親の子孫
長男・源通宗は参議正四位下左中将になったものの建久9年（1198年）に31歳の若さで卒去した。だが、その娘・通子と土御門天皇の間から後嵯峨天皇が誕生し、通親の一族は土御門・後嵯峨の2代の天皇の外戚になった。その他、通親の子供達―通具・通光（嫡子）・定通・通方はそれぞれ堀川家・久我家・土御門家・中院家の四家に分かれた。
日本曹洞宗の宗祖である道元も通親の息とされる。しかし、通親実父説については史料の解釈などから反論もあり、道元の出生は確定していない。近世に書かれた道元の伝記などでは、母は松殿基房の娘としており、研究者の中には、松殿基房の娘伊子と推定する説もある。
養子の証空は法然に弟子入りし、浄土宗西山三派の初祖となった。

## 関連作品
テレビドラマ
- 草燃える（1979年、NHK大河ドラマ） - 演：仲谷昇
- 鎌倉殿の13人 (2022年、NHK大河ドラマ）- 演：関智一